# Alberto Pradeau Avilés
Alberto Francisco Pradeau Avilés (Guaymas, Sonora, 15 de mayo de 1894 - Los Ángeles, California, 1980) fue un odontólogo, numismático, historiador y académico mexicano. Publicó libros sobre la historia de su estado natal, se le consideró una de las máximas autoridades de la numismática en México, fue el decano de este gremio.

## Semblanza biográfica
Su padre fue francés y su madre alamense, realizó sus primero estudios en Álamos. En 1916, emigró a los Estados Unidos realizando sus estudios de high school en San Francisco y Los Ángeles. Obtuvo un doctorado en Ciencias en la Universidad del Sur de California, en donde impartió clases y ganó una medalla de oro por el Colegio de Odontología en 1920.
Fue odontólogo de varios artistas de Hollywood, lo cual le repercutió en prestigio y en ganancias económicas con las cuales comenzó a formar su colección numismática. De esta forma también se interesó en la historia, especialmente en la historia de las monedas y en la historia de su estado natal. En 1960, fue nombrado miembro de número de la Academia Mexicana de la Historia para ocupar el sillón 3, su discurso de entrada fue "Breves datos sobre el noroeste de la Nueva España". Murió en 1980, donó su colección de monedas a la ciudad de Hermosillo.

## Obras publicadas
- Apuntes biográficos históricos de don José Francisco Osorno, en 1932.
- The Mexican Mints of Alamos and Hermosillo, en 1934.
- Numismatic History of Mexico from the Precolumbian Epoch to 1823, en 1938.
- Antonio de Mendoza y la Casa de Moneda de México en 1543, en 1953.
- Historia numismática de México de 1823 a 1950 en cuatro volúmenes.
- La expulsión de los jesuitas de las provincias de Sonora, Ostimuri y Sinaloa en 1767, en 1959.
- Sonora y sus casas de moneda: Álamos y Hermosillo, en 1959.
- Sahuaripa.
- Guaymas: bahía ciudad y rancho.
- Emperor Maximilian I of Mexico: the French Intervention, its History and that of its Coinage, 1864-1867, en 1970.
- Los jesuitas en Sonora y el alzamiento pima de 1751, en 1975.